# 6644 Дзюґаку
6644 Дзюґаку (6644 Jugaku) — астероїд головного поясу, відкритий 5 січня 1991 року.
Тіссеранів параметр щодо Юпітера — 3,171.
Названо на честь астронома Дзюґаку Дзюна (яп. じゅがく じゅん(寿岳 潤) дзюґаку дзюн)